# Sinfra
Sinfra ist eine Stadt im Zentrum der Elfenbeinküste. Sie ist eine Unterpräfektur und Sitz des Département Sinfra in der Region Marahoué, Distrikt Sassandra-Marahoué. Sinfra ist auch eine Kommune.

## Demographie
Im Jahr 2014 betrug die Einwohnerzahl der Unterpräfektur Sinfra 130.277.